# Dimisorie
Dimisorie (latinsky litterae dimissoriae) nebo také propustný list či pověřovací listiny jsou v kanonickém právu potvrzení dokládající, že určitá osoba splňuje všechny podmínky pro přijetí svěcení na kněze nebo jáhna. V římskokatolické církvi vystavuje dimisorie podle kánonu 1018 § 1 CIC příslušný diecézní biskup (během sedisvakance pak administrátor diecéze se souhlasem sboru poradců, popřípadě apoštolský administrátor) anebo vyšší řeholní představený.